# Kanatgeren, Eleşkirt
Kanatgeren là một xã thuộc huyện Eleşkirt, tỉnh Ağrı, Thổ Nhĩ Kỳ. Dân số thời điểm năm 2011 là 47 người.